# وزارة علي ماهر باشا الأولى
وزارة علي ماهر باشا الأولى هي الوزارة الخامسة والأربعون في مصر، صدر المرسوم الملكي بتشكيلها في 30 يناير 1936.

## أعضاء الحكومة
| الوزارة               | الوزير                                                              | تعديل أبريل 1936              |
| --------------------- | ------------------------------------------------------------------- | ----------------------------- |
| رئيس مجلس الوزراء     | علي ماهر باشا                                                       |                               |
| وزير الداخلية         | علي ماهر باشا (إلى جانب منصبه رئيسًا لمجلس الوزراء)                  |                               |
| وزير الخارجية         | علي ماهر باشا (إلى جانب منصبيه رئيسًا لمجلس الوزراء ووزيرًا للداخلية) |                               |
| وزير المالية          | أحمد عبد الوهاب باشا                                                |                               |
| وزير الحقانية         | أحمد علي باشا                                                       |                               |
| وزير الأوقاف          | أحمد علي باشا (إلى جانب منصبه وزيرًا للحقانية)                       |                               |
| وزير الأشغال العمومية | حافظ حسن باشا                                                       |                               |
| وزير الحربية والبحرية | علي صدقي باشا                                                       |                               |
| وزير المعارف العمومية | محمد علي علوبة باشا                                                 |                               |
| وزير الزراعة          | صادق وهبة باشا                                                      |                               |
| وزير المواصلات        | حسن صبري بك                                                         |                               |
| وزير التجارة والصناعة | حسن صبري بك (منصب مستحدث؛ إلى جانب منصبه وزيرًا للمواصلات)           |                               |
| وزير الصحة العمومية   |                                                                     | محمد شاهين باشا (منصب مستحدث) |

## تعديلات
- في أبريل 1936 عين محمد شاهين باشا كأول وزير للصحة العمومية.[3]

## وصلات داخلية
- قائمة رؤساء مجلس وزراء مصر